# 同志你好行动网络
同志你好行动网络成立于2010年5月17日，是中国大陆一个旨在消除性倾向歧视，推动不同性倾向人群之间友善关系的网络组织。最初名称为同志你好微笑征集，以征集微笑祝福的方式推广反歧视。后正式命名为同志你好行动网络，除微笑征集外也进行专题制作等活动。
爱白文化教育中心与同语是该组织的主要资助方。

## 同志你好微笑征集
同志你好微笑征集活动发起于2010年5月17日国际不再恐同日。创始人侯海洋希望通过照片的方式征集1000个异性恋者的微笑，表达对同性恋群体的支持。活动最初仅通过网络征集的方式进行，但后来获得爱白文化教育中心资金支持，于各个城市展开线下活动。
官方网站于2010年9月9日建立，并正式将组织命名为“同志你好行动网络”。
通过募集志愿者或是与香港小童群益会等机构合作，活动已经在香港、西安、通辽、武汉、上海等城市举行了三十余次街头微笑征集活动，同时也从网络收到来自200多个城市的微笑照片，其中包括蔡康永、徐熙媛等知名人士的支持或参与。截至2011年5月，活动总共征集到超过8000张微笑的照片。

## 其他活动
2010年10月，同志你好行动网络与同志亦凡人中文站合作，开始翻译It Gets Better项目的视频，鼓励困境中的同性恋青少年乐观积极地生活。
2011年5月8日（母亲节），同志你好行动网络又推出新的项目“无柜之家”，鼓励已出柜的同性恋者通过视频感谢父母并介绍出柜经历。

## 评价与争议
由于线下活动覆盖面广，微笑征集活动被媒体称作“中国大陆最大规模公开支持同性恋的全国活动”，并得到了蔡康永、柯蓝、徐熙媛等知名人士的支持与帮助推广。2010年同志你好作为唯一一个关注同性恋项目的组织入选由南方报业传媒集团等主办的2010年“幸福中国”公益项目榜评选活动和“责任中国”2010公益盛典评选活动。
但是由于同性恋议题在中国大陆仍属于较为敏感的内容，同志你好采取的网络推广在一些网站被删除。。